# Francisco de Paula del Villar y Carmona

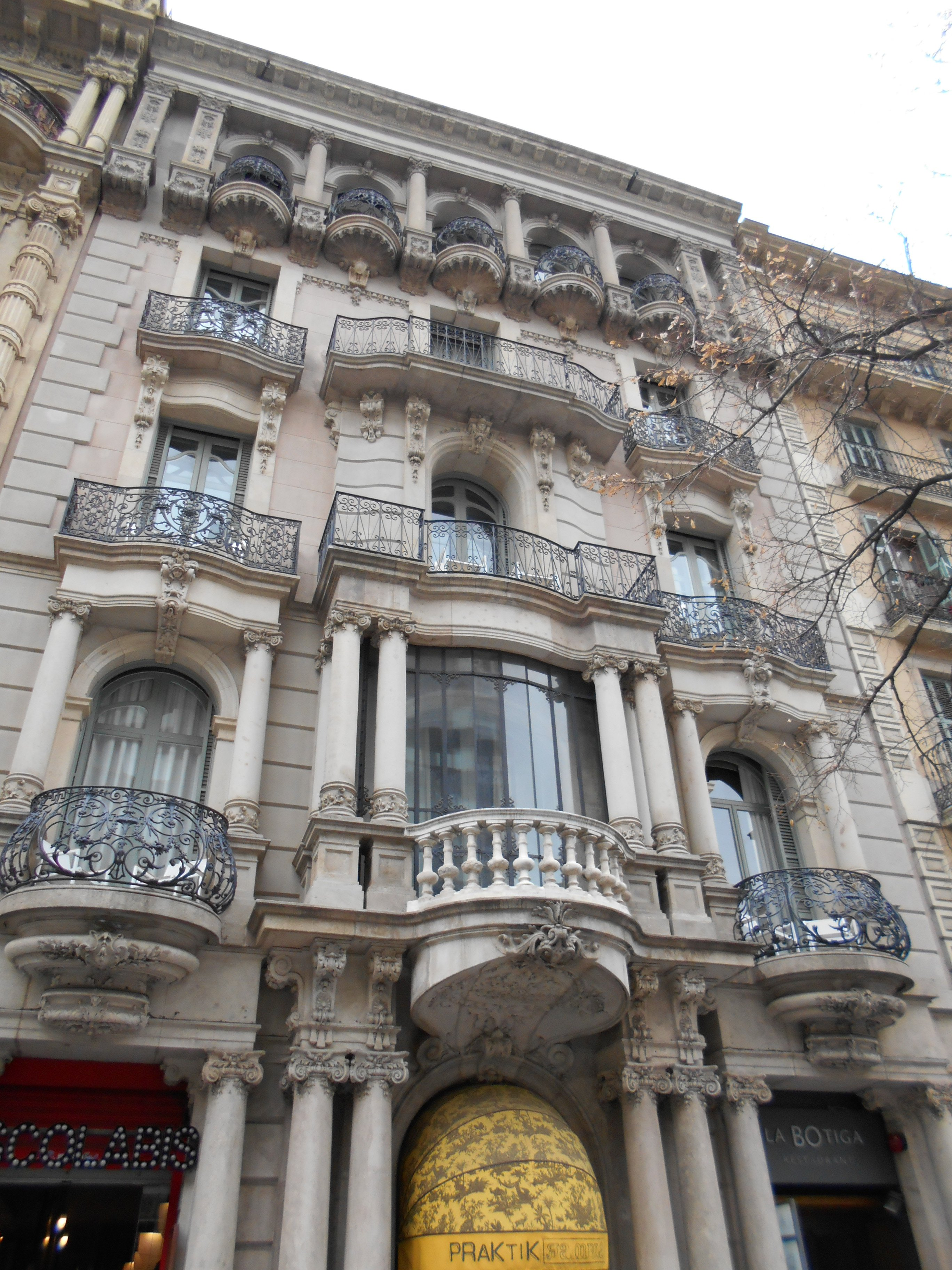
Casa Climent Arola, Rambla de Calatuña 27, Barcelona.

Francisco de Paula del Villar y Carmona (Barcelona, 1861 – Ginebra, 1926) fue un arquitecto español, hijo del también arquitecto Francisco de Paula del Villar y Lozano. 

## Biografía
Titulado en 1886, en 1892 sucedió a su padre como arquitecto diocesano, continuando con la labor iniciada por su padre en el Monasterio de Montserrat, donde construyó la fachada de la iglesia y el camarín de la Virgen, así como el monumento a los héroes de la batalla del Bruch (hoy desaparecido). Fue autor también del proyecto arquitectónico del Segundo Misterio de Dolor del Rosario Monumental de Montserrat, con una escultura de Agapito Vallmitjana.
En Barcelona hizo la Casa Riera (1892), la casa del Gas Lebon en Balmes/Gran Vía (1894-1896),
 y la casa Climent Arola (1900-1902).
 Se encargó asimismo de la reconstrucción de la iglesia de Santa Madrona (1915) y el Hospital de Incurables (1916). Autor también de la iglesia parroquial de San Cipriano de Tiana (1927).
 Entre 1895 y 1907 dirigió la restauración del monasterio de San Pablo del Campo.

Villar también presentó un proyecto, en 1888, para el concurso del Monumento a María Cristina de Borbón de Madrid, en el que quedó en segundo lugar.